# 胡莫柳酯
胡莫柳酯是一种酯类有机化合物，化学式C16H22O3，能由水楊酸和3,3,5-三甲基环己醇通过费歇尔酯化反应合成，可吸收紫外线而用作防曬乳。